# Zwartkapvoszanger
De zwartkapvoszanger (Bathmocercus cerviniventris) is een zangvogel uit de familie Cisticolidae.

## Verspreiding en leefgebied
Deze soort komt voor van Sierra Leone tot Ghana.

## Status
De grootte van de populatie is niet gekwantificeerd maar de soort wordt omschreven als plaatselijk algemeen. Het is mogelijk dat de aantallen heel hard achteruitgaan door habitatverlies, maar de juiste gegevens hieromtrent ontbreken. Op de Rode lijst van de IUCN heeft deze soort daarom de status onzeker.